# Dicht hinter der Tür
Dicht hinter der Tür é um filme de drama austríaco de 1984 dirigido e escrito por Mansur Madavi. Foi selecionado como representante da Áustria à edição do Oscar 1985, organizada pela Academia de Artes e Ciências Cinematográficas.

## Elenco
- Nicola Filippelli - terapeuta
- Kurt Kosutic
- Irene Kugler - Molly
- Erhard Pauer - Leo
- Karl Schmid-Werter
- Alfred Solm